# Sisè Govern d'Espanya durant la dictadura franquista

Escut de l'estat espanyol

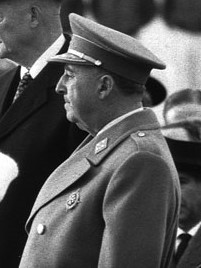
Francisco Franco, cap de l'Estat

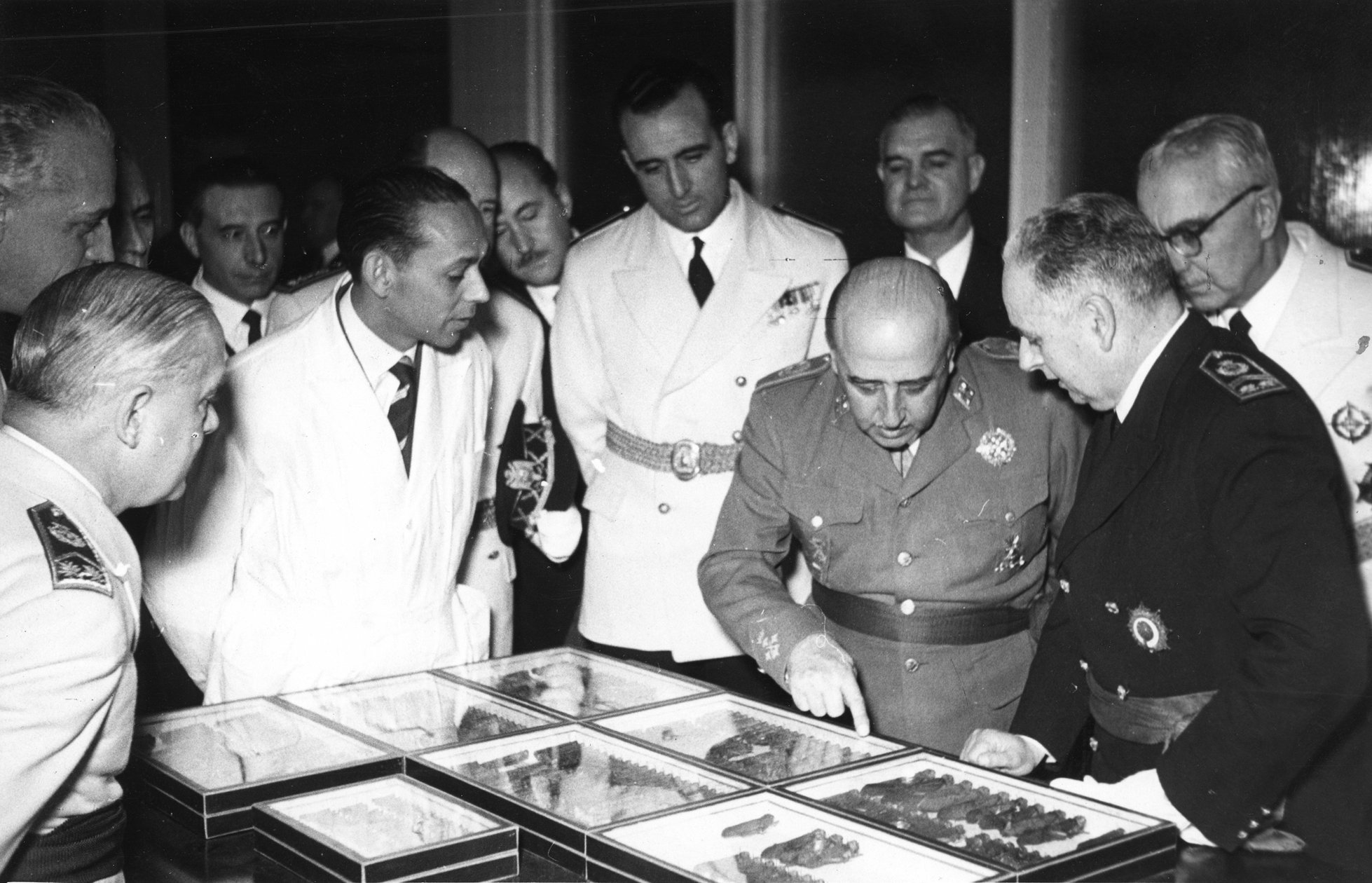
Inauguració de l'INIA en 1954

El Sisè Govern d'Espanya durant la dictadura franquista va durar del 18 de juliol de 1951 al 16 de febrer de 1956.

## Fets destacats
El juliol de 1951 Franco convoca un nou govern on intenta un equilibri entre les diferents «famílies» de la dreta espanyola del moment (falangistes, monàrquics, catòlics i carlins. Tanmateix, l'autarquia econòmica evidencia cada moment que passa que és un fracàs i després dels fets de 1956 que provocaren un enfrontament amb l'ambient universitari es veurà obligat a canviar no sols el govern, sinó la política econòmica.

## Composició
- Cap d'Estat

Francisco Franco Bahamonde
- Ministre Subsecretari de la Presidència

Luis Carrero Blanco
- Ministre de la Governació

Blas Pérez González
- Ministre d'Hisenda

Francisco Gómez de Llano
- Ministre de Treball

José Antonio Girón de Velasco
- Ministre d'Afers exteriors

Alberto Martín Artajo
- Ministre de Justícia

Antonio Iturmendi Bañales
- Ministre de l'Exèrcit

Agustín Muñoz Grandes (militar)
- Ministre de l'Aire

Eduardo González Gallarza
- Ministre de Marina

Almirall Salvador Moreno Fernández
- Ministre d'Industria

Joaquín Planells Riera
- Ministre de Comerç

Manuel Arburúa de la Miyar
- Ministre d'Obres Públiques.

Fernando Suárez de Tangil y Angulo
- Ministre d'Agricultura

Rafael Cavestany de Anduaga
- Ministre d'Educació

Joaquín Ruiz-Giménez Cortés
- Ministre Secretari General del Moviment

Raimundo Fernández Cuesta
- Ministre d'Informació i Turisme

Gabriel Arias-Salgado y de Cubas